# NGC 1155
NGC 1155 је лентикуларна галаксија у сазвежђу Еридан која се налази на NGC листи објеката дубоког неба.
Деклинација објекта је - 10° 21' 1" а ректасцензија 2h 58m 13,0s. Привидна величина (магнитуда) објекта NGC 1155 износи 13,4 а фотографска магнитуда 14,4. NGC 1155 је још познат и под ознакама MCG -2-8-35, MK 1064, IRAS 02557-1033, PGC 11233.